# 信楽インターチェンジ

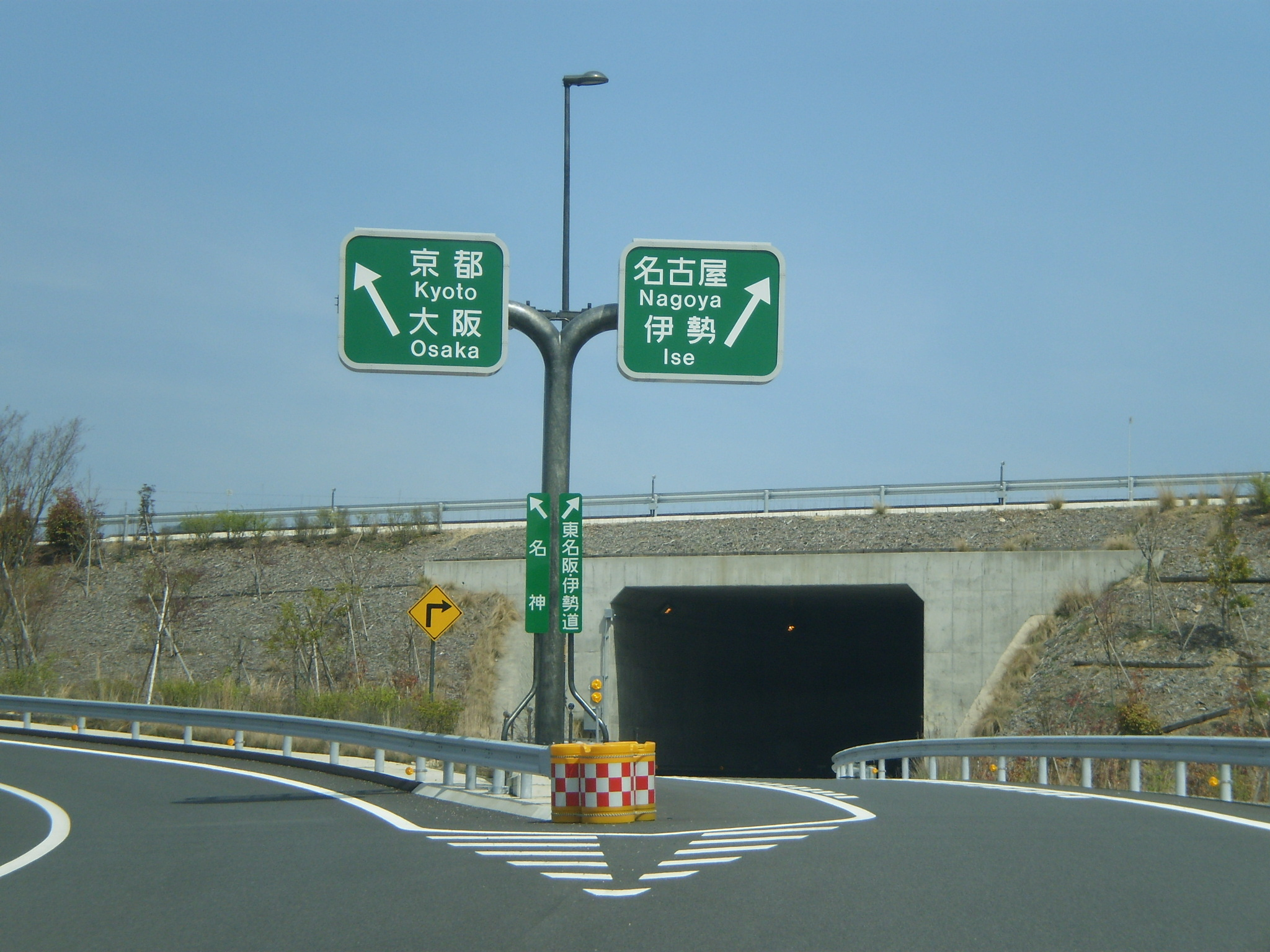
方向案内標識

信楽インターチェンジ（しがらきインターチェンジ）は、滋賀県甲賀市信楽町黄瀬にある新名神高速道路のインターチェンジである。

## 概要
甲賀市信楽町地域の北部に位置し、信楽市街から車で約10分・甲賀市中心部（水口市街）から約20分の距離にあり、大阪・草津方面から水口方面へ向かう場合に利用することが多いが、2009年3月20日に当ICから東へ6.7km先に甲南PAに併設する形で甲南ICが開通した。
インターチェンジ構造はY型である。
滋賀県警察本部交通部高速道路交通警察隊の信楽分駐隊が併設されており、事故処理車やパトカー・覆面パトカー数台が配備されている（新名神部分開通を前に滋賀県警高速道路交通警察隊の本隊が名神高速道路の彦根ICから栗東ICに移転）。
亀山連絡路下り線にある亀山雪氷基地や甲賀土山IC・草津田上ICと同じく、IC敷地内には雪氷対策用の道路維持作業車が配備されている。

### 遺跡発掘による工法変更
聖武天皇が紫香楽宮で建立を命じた幻の紫香楽（信楽）大仏に使われる銅を製造していたとされる鍛冶屋敷遺跡が、2002年12月14日に当ICの建設工事中に本線と料金所を結ぶランプ上に発掘された。
このときに建設されることになったのが、鍛冶屋敷橋（PRC連続ラーメン主版桁橋）で、料金所側から順に鍛冶屋敷遺跡・甲賀市道・隼人川みずべ公園・隼人川を跨いでいる。
遺跡保存のために工法変更をした例は珍しいが、その一例として舞鶴若狭自動車道の私市円山トンネルがある。こちらも建設途中に私市円山古墳が発掘され、切土から古墳下にトンネルを掘削する工法に変更された。

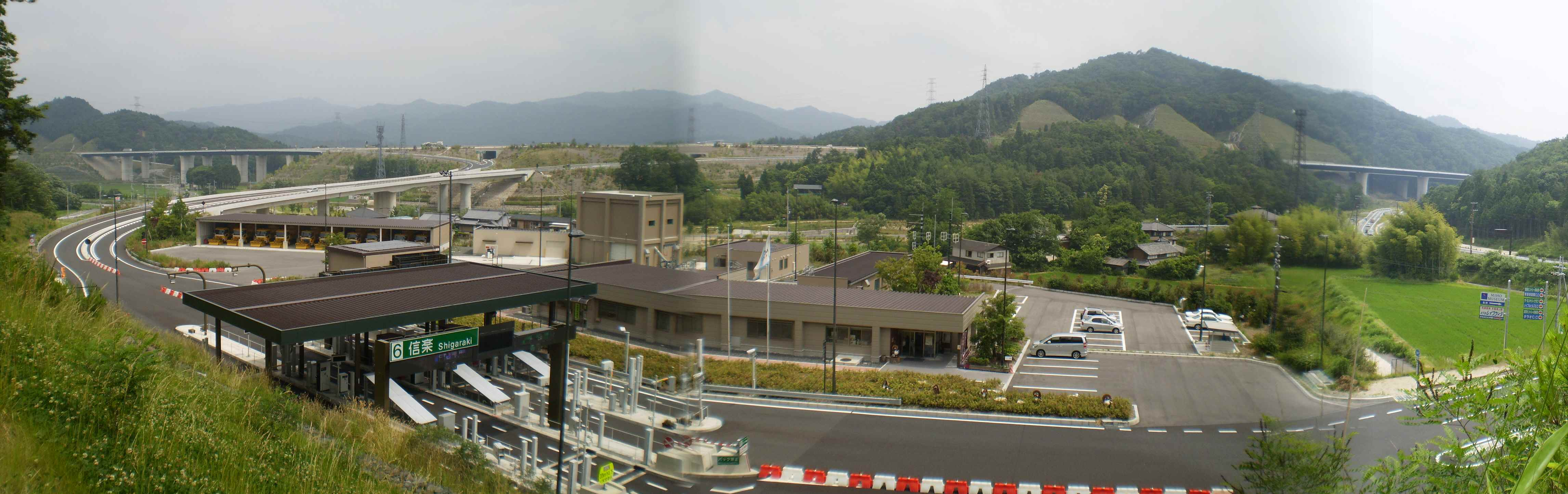
信楽インターチェンジ全景
（奥の本線左側の橋は紫香楽橋、右側の橋は隼人川橋、ランプ上の橋は鍛冶屋敷橋、右端の一般道は国道307号）

## 歴史
- 2001年（平成13年）11月28日：新宮神社遺跡の保存により、ランプの橋脚を位置変更。
- 2002年（平成14年）12月14日：鍛冶屋敷遺跡の発掘。
- 2005年（平成17年）4月20日：鍛冶屋敷遺跡の保存により、ランプの一部を盛土構造から橋梁構造に工法変更。
- 2008年（平成20年）2月23日：亀山JCT - 草津田上IC間開通に伴い、供用開始[3]。
- 2024年（令和6年）3月18日：料金所がETC専用になる[4]。

## 周辺
- 信楽高原鐵道列車衝突事故慰霊碑
- 滋賀サファリ博物館

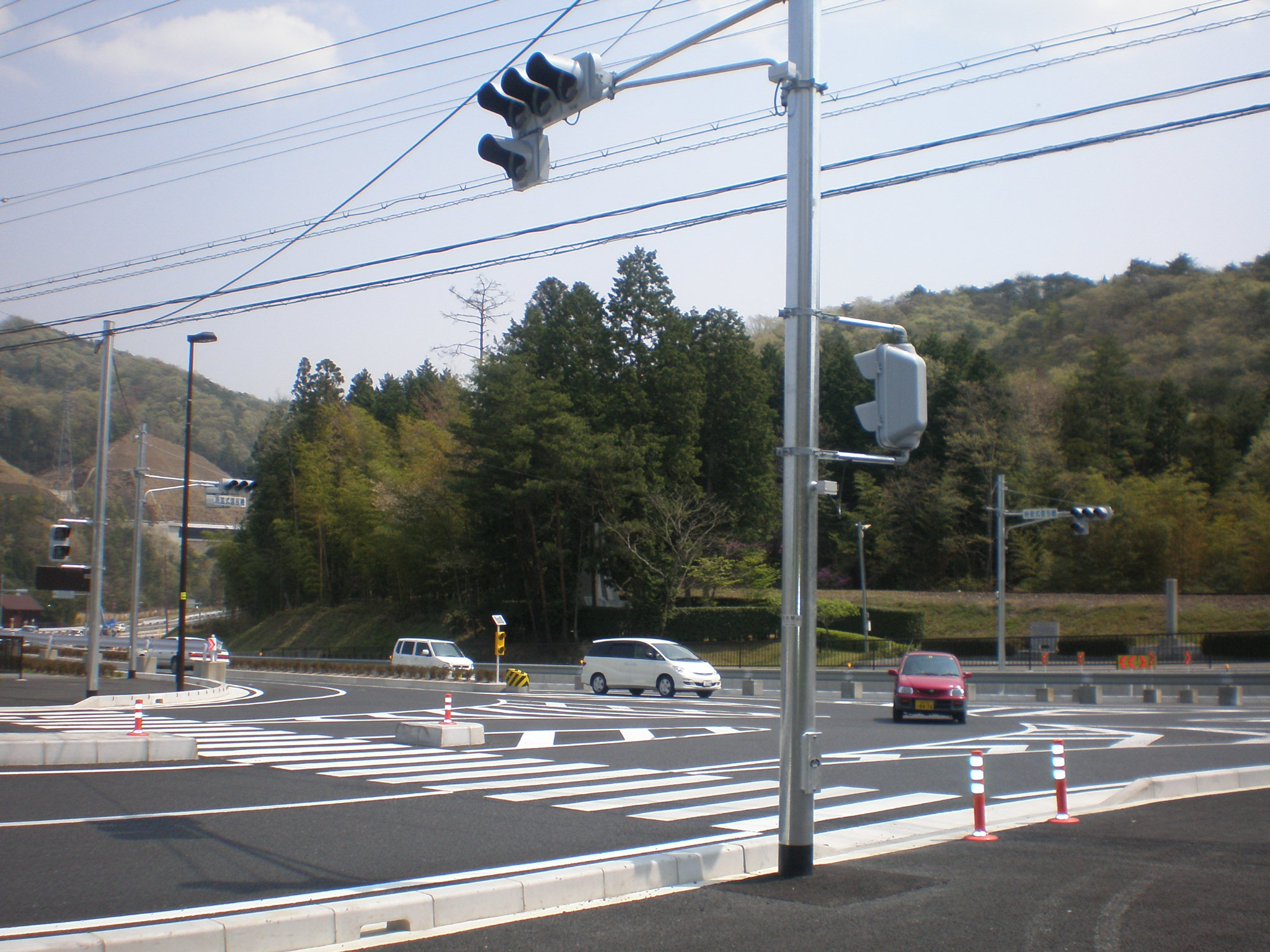
国道307号との信楽IC口交差点（中央に信楽高原鐵道列車衝突事故の慰霊碑が見える）

- 国土交通省近畿地方整備局
琵琶湖河川事務所信楽砂防出張所
- 隼人川みずべ公園
- 近江鍛工信楽工場
- 紫香楽宮跡駅（信楽高原鐵道・信楽線）
- 国立病院機構紫香楽病院
- 紫香楽宮跡
- 鍛冶屋敷遺跡
- 新宮神社遺跡
- 宮町遺跡
- 東海自然歩道

※IC周辺は紫香楽宮に関連する遺跡等が複数所在している。

## 接続する道路
- 直接接続
  - 滋賀県道341号信楽インター線（国道307号とICを結ぶ）

- 間接接続
  - 国道307号

## 料金所
- ブース数：4

### 入口
- ブース数：2
  - ETC専用：1
  - ETC・サポート：1

### 出口
- ブース数：2
  - ETC専用：1
  - ETC・サポート：1

## 隣
E1A 新名神高速道路
(5) 甲南IC/PA - (6) 信楽IC - 大津JCT - 大津SA/新名神大津SIC（事業中） - 宇治田原IC（事業中）